# XI Giochi del Sud-est asiatico
Gli XI Giochi del Sud-est asiatico si sono svolti a Manila (Filippine) dal 6 al 15 dicembre 1981.

## Paesi partecipanti
Ai giochi hanno partecipato atleti provenienti da sette nazioni: Birmania, Brunei, Indonesia, Malaysia, Filippine, Singapore e Thailandia.

## Sport
I SEA Games del 1981 hanno visto gli atleti gareggiare nei seguenti sport: sport acquatici, tiro con l'arco, atletica leggera, badminton, pallacanestro, bowling, pugilato, ciclismo, calcio, ginnastica, judo, sepak takraw, tiro, softball, tennis tavolo, tennis, pallavolo e sollevamento pesi.

## Medagliere
*   Paese ospitante
| Posiz. | Nazione    | Oro | Argento | Bronzo | Totale |
| ------ | ---------- | --- | ------- | ------ | ------ |
| 1      | Indonesia  | 85  | 73      | 56     | 214    |
| 2      | Thailandia | 62  | 45      | 41     | 148    |
| 3      | Filippine* | 55  | 55      | 77     | 187    |
| 4      | Malesia    | 16  | 27      | 31     | 74     |
| 5      | Birmania   | 15  | 19      | 27     | 61     |
| 6      | Singapore  | 12  | 26      | 33     | 71     |
| 7      | Brunei     | 0   | 0       | 0      | 0      |
| Totale | Totale     | 245 | 245     | 265    | 755    |